# Dzhebel (huyện)
Dzhebel là một huyện thuộc tỉnh Kardzhali, Bungaria. Dân số thời điểm năm 2001 là 8661 người.